# Laelaptiella mackerrasae
Laelaptiella mackerrasae är en spindeldjursart som först beskrevs av Domrow 1957.  Laelaptiella mackerrasae ingår i släktet Laelaptiella och familjen Ologamasidae. Inga underarter finns listade i Catalogue of Life.